# Oenanthe meoides
Oenanthe meoides är en flockblommig växtart som beskrevs av Jean Armand Isidore Pancher. Oenanthe meoides ingår i släktet stäkror, och familjen flockblommiga växter. Inga underarter finns listade i Catalogue of Life.